# Anthela repleta
Anthela repleta là một loài bướm đêm thuộc họ Anthelidae. Loài này có ở Úc.